# Bezdomovectví v Česku

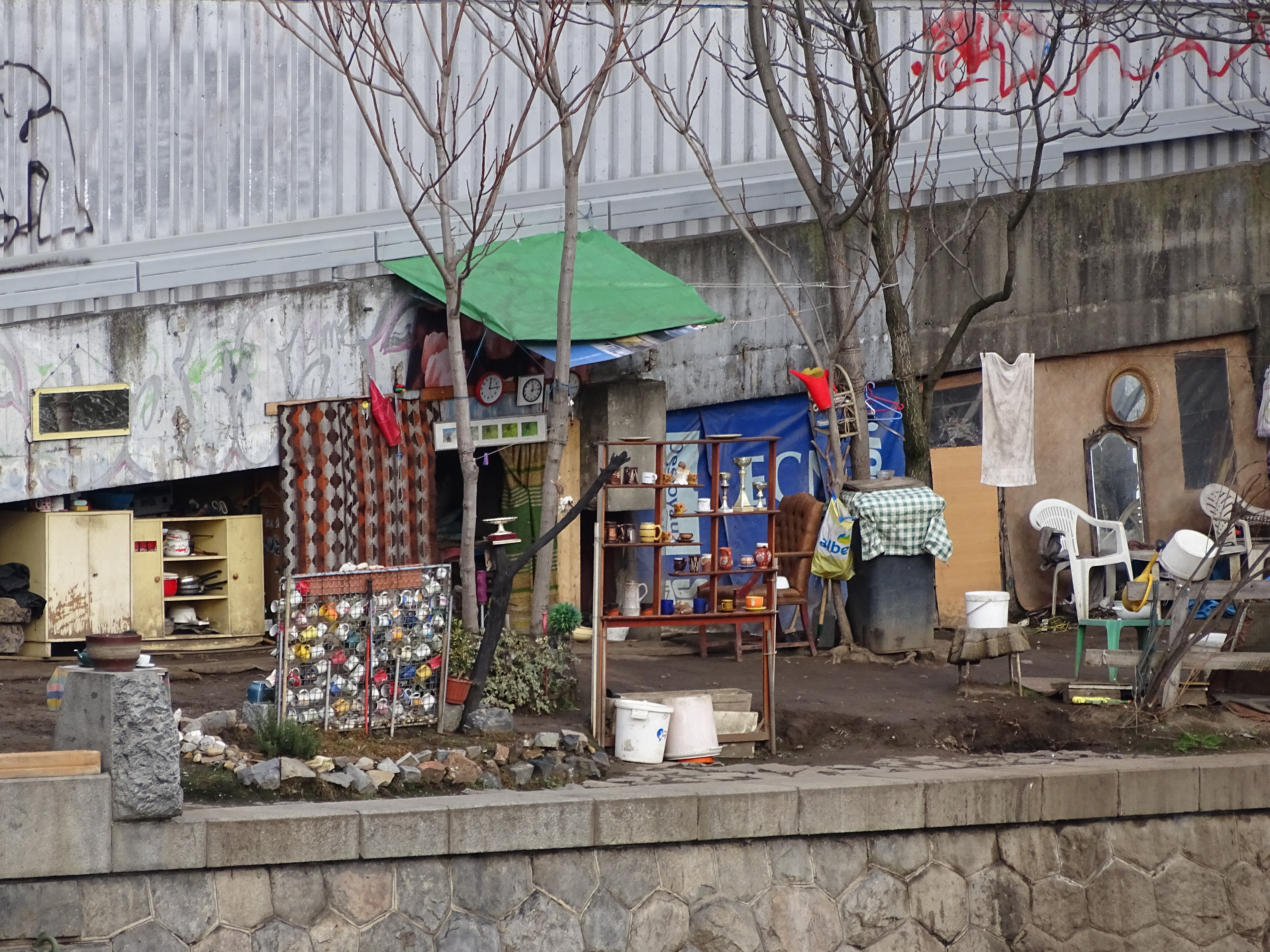
Část bezdomovecké kolonie pod pražským Hlávkovým mostem a Bubenským nábřežím, únor 2016

Bezdomovectví je v Česku závažným sociálním problémem. Podle výzkumu Ministerstva práce a sociálních věcí, který byl publikován v říjnu 2016, se v České republice nachází zhruba 68 500 lidí bez domova. Vláda České republiky hodlá jejich problémy řešit v rámci Koncepci prevence a řešení problematiky bezdomovectví v České republice do roku 2020 z roku 2013. V neziskovém sektoru bezdomovcům pomáhají charitativní náboženské organizace.

## Historie

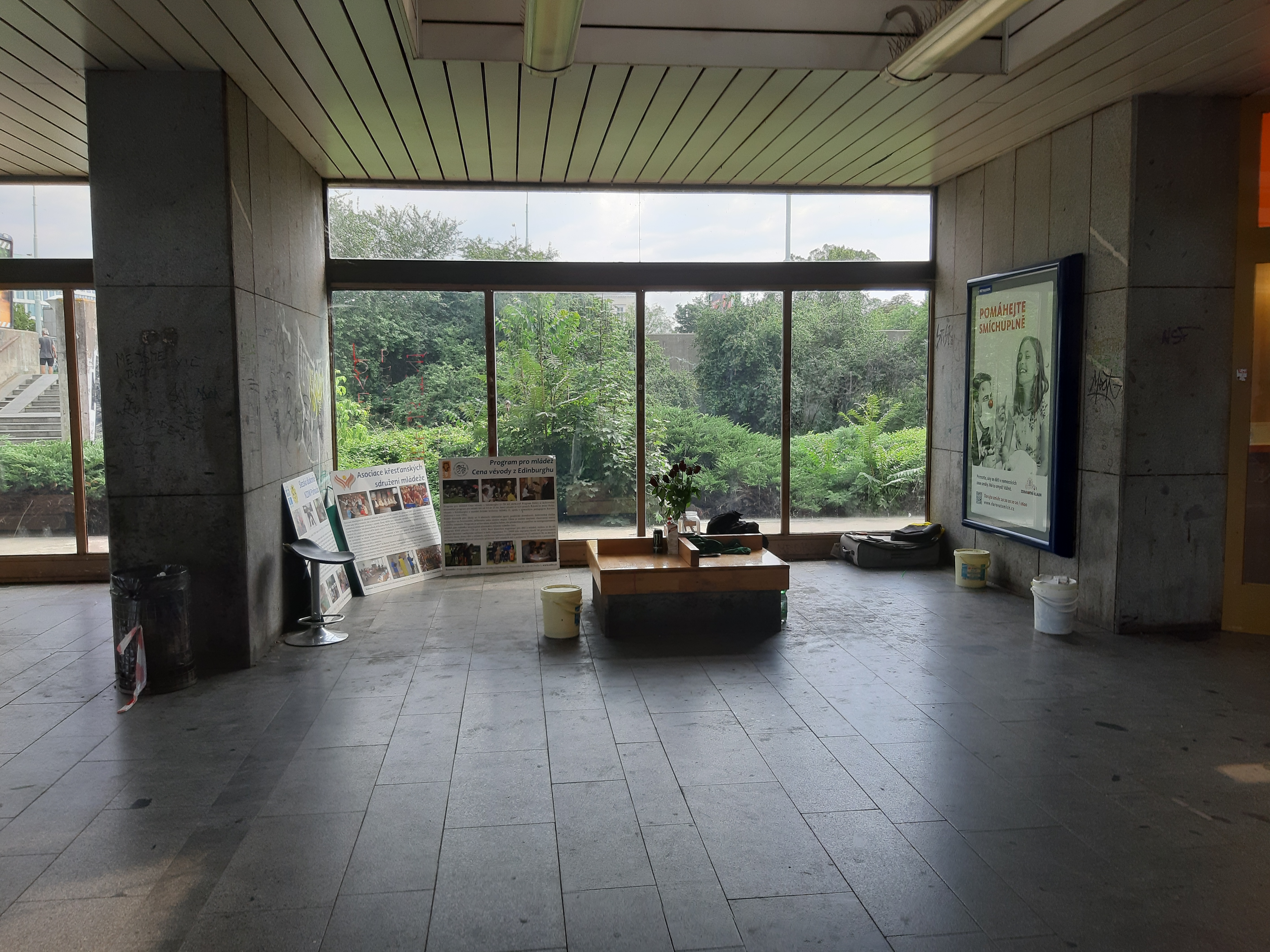
Ležení bezdomovců v Pražských Holešovicích, kousek od autobusového nádraží.

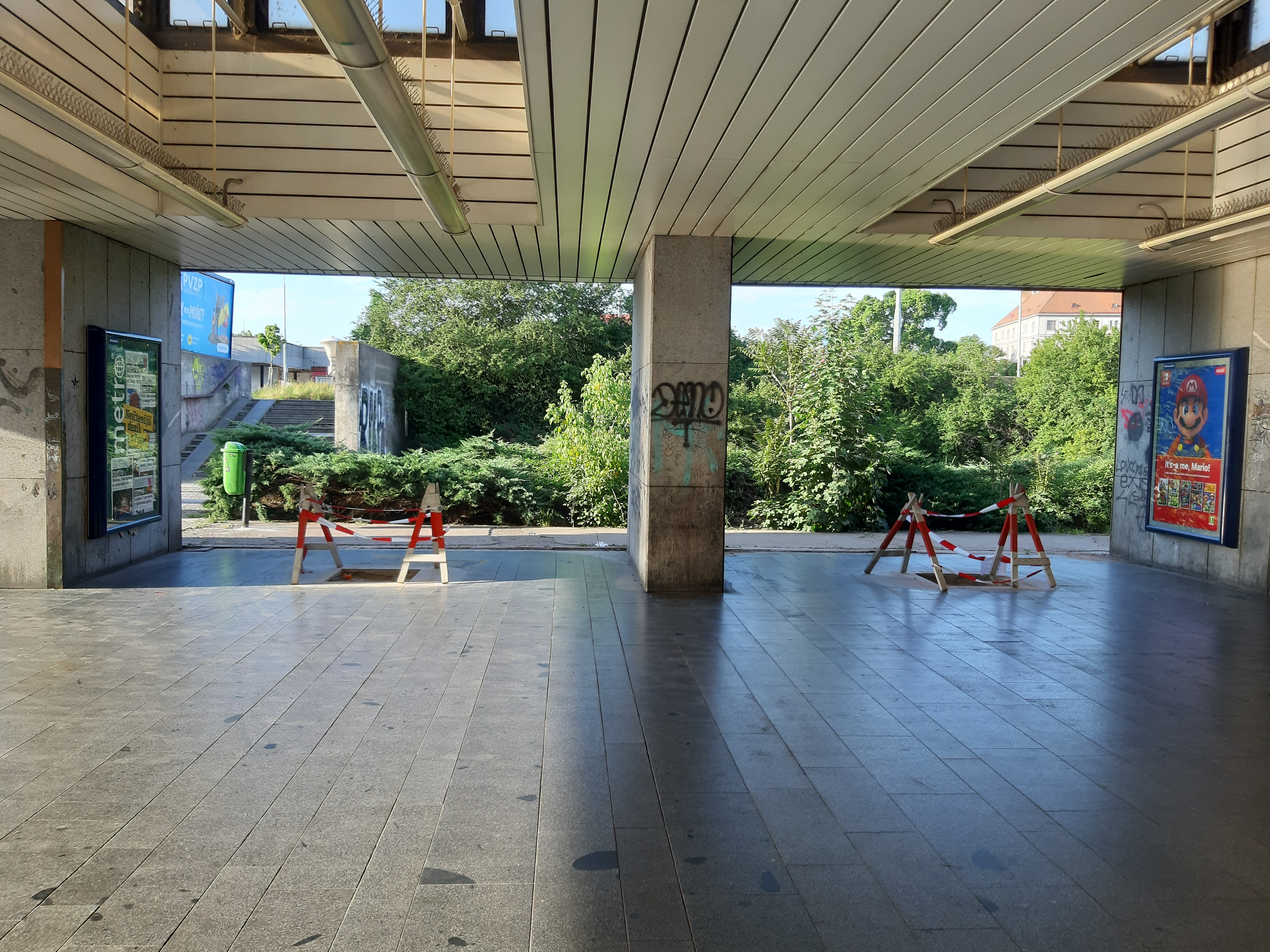
Vzhledem ke stoupajícímu množství stížností na "obyvatele" ležení byly sedačky zrušeny (konec května 2023).

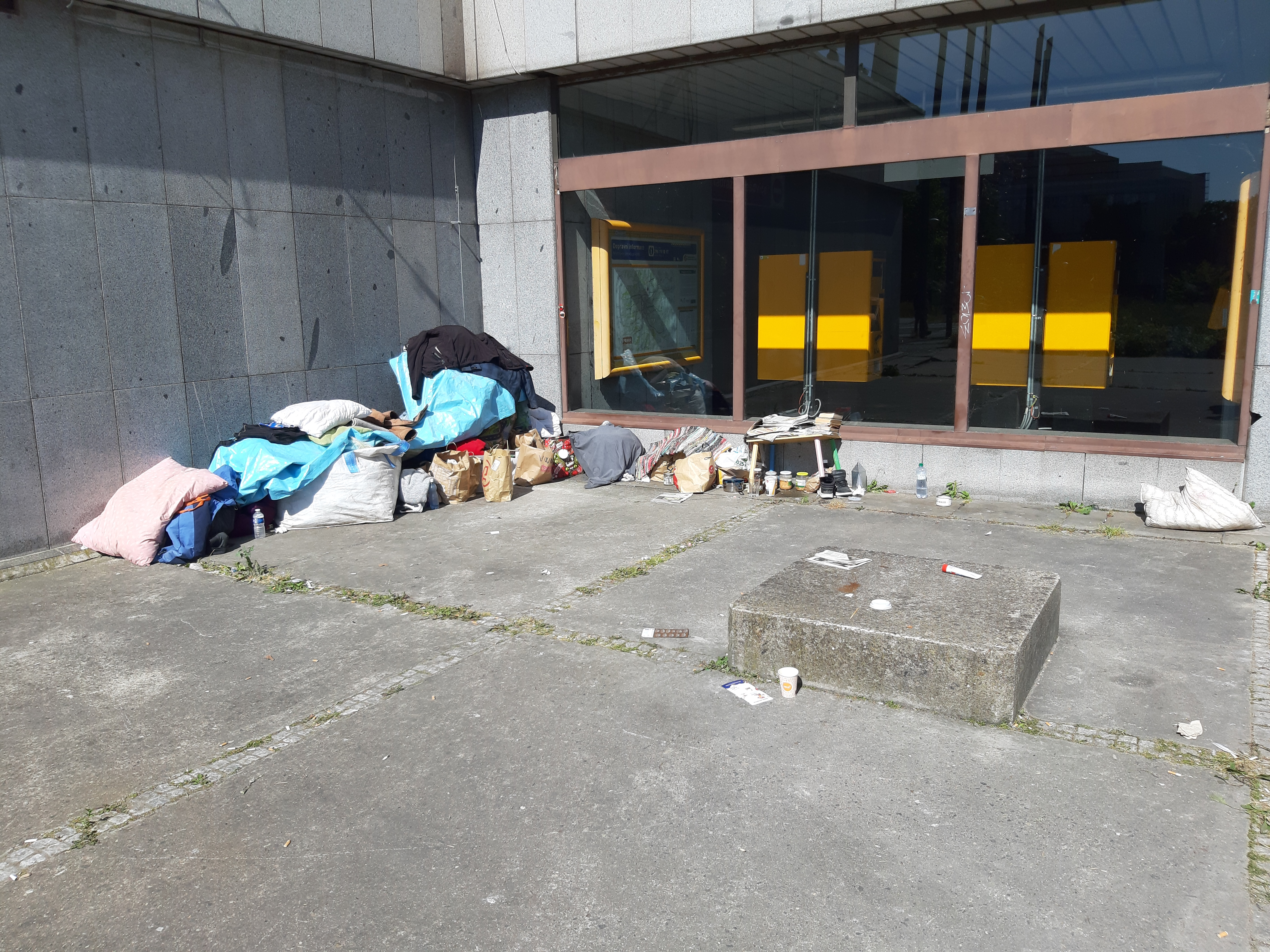
Osoby bez domova se ovšem jednoduše přesunuly na druhou stranu prostoru.

V druhé polovině 19. století a za první republiky byla péče o chudé, a tedy pravděpodobně i bezdomovce, v Čechách ošetřena tzv. domovským právem. Péče o bezdomovce probíhala hlavně na úrovni obcí. Pokud měl člověk v obci domovské právo, nedisponoval majetkem, nebyl schopen pracovat a ani neměl nikoho, kdo by ho byl povinen zabezpečit, získal nárok na finanční nebo naturální pomoc. Ta mu byla poskytnuta ze zvláštních chudinských fondů. Tento způsob zaopatřovaní chudých však vlivem průmyslové revoluce postupně selhal neboť, chudina pokud se stěhovala do měst za prací a pokud o práci přišla, domovská obec byla daleko, nehledě na vytvořené sociální vazby. To vedlo k zavedení pojistných a následně i nepojistných zaopatřovacích systémů.
Během vlády komunistického režimu se podle oficiálních údajů na území Československa žádní lidé bez domova nenacházeli. Lidé bez bydlení ale mohli být stíháni za příživnictví a umísťováni do věznic, psychiatrických léčeben nebo jiných zařízení. Někteří z nich přespávali na podnikových ubytovnách. Počet lidí, kteří neměli kde bydlet, začal v České republice stoupat v důsledku politických a ekonomických změn, které probíhaly od listopadu 1989. K jejich nárůstu došlo i v souvislosti s amnestií prezidenta Václava Havla v roce 1990.
Jako velký společenský problém bylo bezdomovectví v ČR popsáno roku 1996 v knize Vlastimily a Ilji Hradeckých Bezdomovství - extrémní vyloučení. V roce 2009 se podle odhadů odborníků v České republice nacházelo 10 000 bezdomovců. V roce 2011 se Český statistický úřad poprvé pokusil počet bezdomovců zjistit. Došel k číslu 11 496. Sčítání ale zahrnovalo pouze ty lidi bez domova, kteří docházeli do azylových domů a jiných charitativních zařízení. Podle odhadů odborníků jich mohlo být v té době v ČR až třikrát více. V srpnu 2013 vláda ČR přijala Koncepci prevence a řešení problematiky bezdomovectví v České republice do roku 2020 V listopadu 2014 se v Poslanecké sněmovně parlamentu ČR pod záštitou Ministerstva práce a sociálních věcí České republiky (MPSV) a místopředsedkyně poslanecké sněmovny Jaroslavy Jermanové konala první Konsensuální konference o bezdomovectví v ČR. Kromě odborníků na danou problematiku se jí účastnilo i několik lidí bez domova. Z konference vzešel Sborník z Konsensuální konference o bezdomovectví v České republice.
Podle výzkumu Ministerstva práce a sociálních věcí, který byl publikován v říjnu 2016, se v České republice v té době pohybovalo zhruba 68 500 lidí bez domova. Dalších zhruba 120 000 občanů se nacházelo v situaci, kdy o střechu nad hlavou mohli velmi snadno přijít.

## Popis

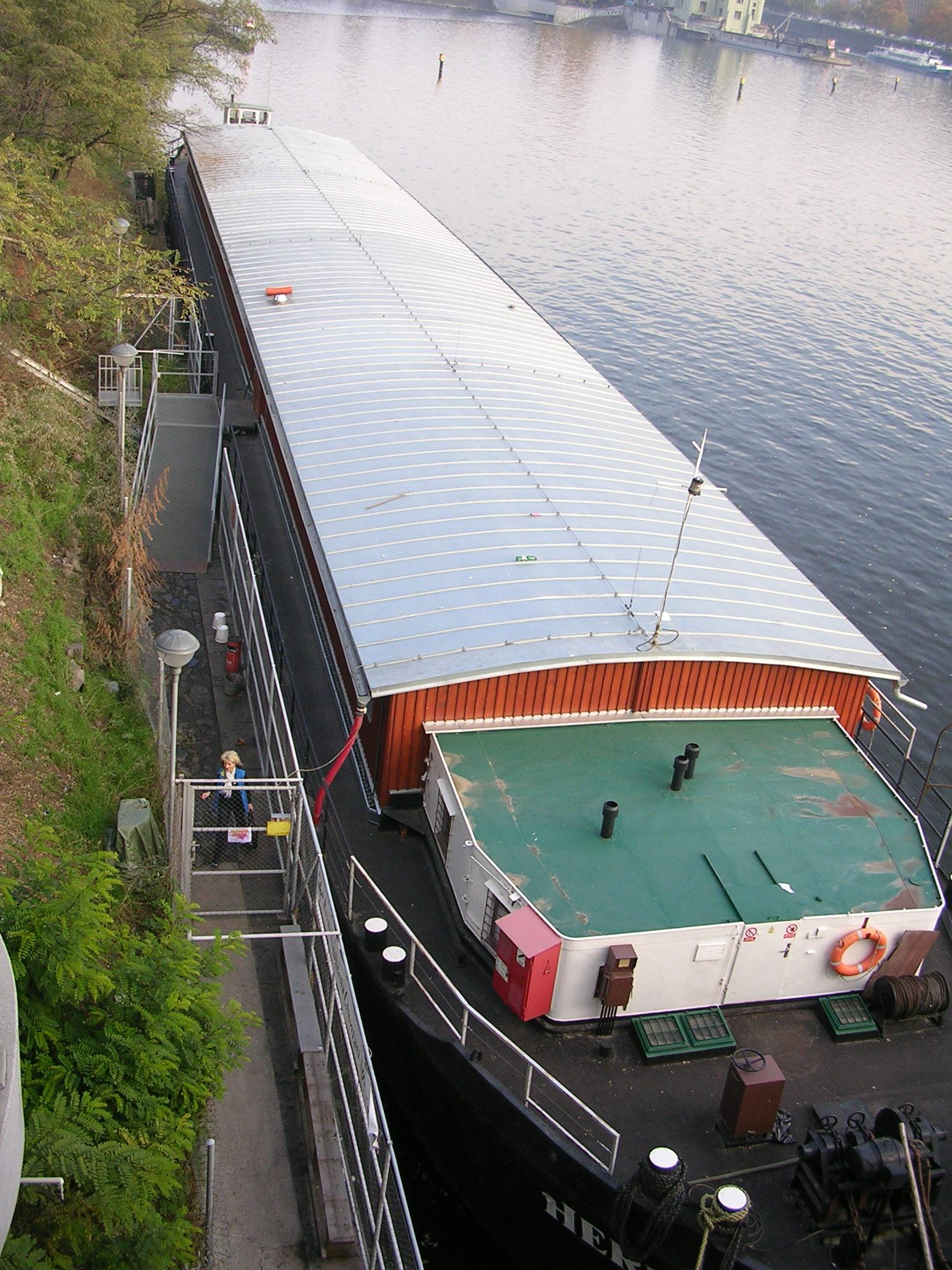
Loď Hermes, sloužící k ubytování bezdomovců v Praze

Z vyhodnocení průzkumu MPSV z roku 2016, který byl zadán 227 obcím s rozšířenou působností, vyplývá, že 76,4 % bezdomovců v ČR jsou muži. Dále že 11,9 % z nich není více než 18 let a 10,3 % lidí bez domova je starší 65 let. Na základě sčítání Českého statistické úřadu z roku 2011 bylo zjištěno, že 28,5 % bezdomovců má pouze základní vzdělání, 47,2 % z nich je vyučeno nebo mají středoškolské vzdělání bez maturity a 2,6 % absolvovalo vysokoškolské vzdělání. 49 % sčítaných uvedlo, že jsou svobodní, rozvedených bylo 38,3 %.
Z průzkumů Armády spásy a Charity, na které v roce 2015 odkazoval zpravodajský web Aktuálně.cz, vyplývá, že kolem poloviny bezdomovců pracuje. Většina z nich ale podle Miroslava Bartáka z Fakulty sociálně ekonomické Univerzity Jana Evangelisty Purkyně v Ústí nad Labem v roce 2015 za svou práci obdržela pouhých zhruba 5000 Kč měsíčně.
V rámci zkoumání odborníků ze Sociologického ústavu Akademie věd, zveřejněném v červnu 2017, uvedlo 75 % bezdomovců, že jsou zadluženi, z toho 40 % přiznalo, že dluží více než 100 000 Kč. Dluhy jsou důvodem, proč tito lidé o své bydlení přijdou. Zhruba 41 % lidí bez domova tvrdilo, že alkohol nepijí vůbec nebo jen příležitostně. 25 % bezdomovců uvádělo, že ho pijí denně.
Podle průzkumu Ministerstvo práce a sociálních věcí České republiky z roku 2016 by mělo být nejvíce bezdomovců v Moravskoslezském kraji a to asi 13 800, v Praze by jich mělo být okolo 9 500. Výrazně méně je lidí bez střechy nad hlavou v krajích Královéhradeckém (1,6 tisíce) a Karlovarském a Pardubickém, v obou zhruba 2 100.

## Přístup státu
V srpnu 2013 vláda ČR schválila Koncepci prevence a řešení problematiky bezdomovectví v České republice do roku 2020, která se týká dostupnosti bydlení a lékařské péče pro bezdomovce a dále také koordinace lidí a subjektů, které problematiku bezdomovectví řeší. V rámci této koncepce převzala terminologii organizace FEANTSA, podle níž jsou bezdomovci i lidé, kteří přespávají na ubytovnách pro ně určené, pak také lidé, kteří nemají perspektivu dlouhodobého bydlení, a nakonec „osoby, které žijí v podmínkách, které neodpovídají minimálním standardům bydlení v daném kulturním a sociálním prostředí“. V souvislosti s touto koncepcí také vláda připravila opatření, pomocí kterých má v úmyslu bezdomovectví v České republice řešit.

### Regionální programy
Některá města vyvíjí programy pro pomoc lidem bez domova. Téměř 50 lidí bez domova pak v Praze získalo v roce 2008 práci na hlavní pracovní poměr díky pilotnímu projektu magistrátu. Účastníci projektu našli uplatnění v zahradnictví, pásové výrobě nebo na stavbách.
Například v Brně v projektu Rapid re-housing 50 rodin dostalo bydlení a asistenci sociálních pracovníků. Po jednom roce si 48 rodin (96%) bydlení udrželo. Vysoká míra udržení bydlení ukazuje, jak může město ve spolupráci s neziskovými organizacemi účinně bojovat proti bezdomovectví. Brněnský projekt Housing First byl oceněn mezinárodní cenou SozialMarie za sociální inovace .

## Podpora nestátních neziskových organizací a neformálních sdružení
Mezi nejvýznamnější neziskové organizace pomáhající lidem bez domova v ČR patří Naděje, od počátku 90. let 20. století Armáda spásy, Charita, jejímž zřizovatelem je Česká biskupská konference. Od roku 1998 prodávají lidé bez domova časopis Nový Prostor, který je službou sociální rehabilitace. Na ženy bez domova se zaměřuje organizace Jako doma.
Instituce pomáhající lidem bez domova lze rozdělit následovně:
1. Sociálních služby, které se snaží s využitím profesionální sociální práce podpořit lidi bez domova, aby nalezli bydlení a stabilizovali svoji životní situaci k bydlení nebo k práci. Jde většinou o zapsané spolky nebo obecně prospěšné společnosti.
2. Spolky a sdružení, které samo bezdomovectví konceptualizují jako integrované do společnosti.
  - V rámci projektu Pragulic pro návštěvníky Prahy, provádí lidé bez domova.[23][24]. Tento projekt se rozšířil i do Brna.[25]
  - Po vzoru podobných projektů v zahraničí pořádají v Ostravě a dalších městech Noc venku pod heslem „přijďte si vyzkoušet, jaké to je spát na ulici a podpořte tímto lidi bez domova.“[26]
  - V Ostravě působí také Asociace lidí pro domov (ASLIDO), jejímž cílem je „emancipace lidí bez domova prostřednictvím jejich zapojování do řešení bytové nouze a otevírání dialogu mezi všemi aktéry angažovanými v problematice bezdomovectví“. Dalšími podobnými projekty byly DIVAdno nebo Ježek a Čížek.
  - Od druhé poloviny 90. let v Česku působí kolektivy Food Not Bombs, které vaří a rozdávají jídlo potřebným.[27] K roku 2014 v různých českých městech, především v Praze, fungovalo asi 12 těchto kolektivů.[28]
  - Od roku 2014 působí v ČR nadace "Nejdřív střecha", která nabízí jeden (výjimečně dva) měsíce ubytování. Podle zkušeností platných k roku 2015 si asi 56 % ubytovaných během této lhůty najde zaměstnání i bydlení.[29][30][31]
  - Česká pobočka firmy Siemens nabízela lidem bez domova program Restart@Siemens. V rámci něho získali práci, bydlení zdarma a podporu při řešení jejich dluhů.[32]
  - O ukončování bytové nouze a prosazení zákona o sociálním bydlení usiluje Platforma pro sociální bydlení.

## Právní hledisko

### Definice
Český právní řád, konkrétně § 5 zákona č. 186/2013 Sb., pojem „bezdomovec“ zná jen jako osobu bez státní příslušnosti. Pro tento stav se používá pojem apatrida. V běžném použití jde o osobu, která nemá vlastní domov, či si jej nenajímá, nebo nežije v takovém obydlí u osoby důvěrně blízké, či tento domov nemůže, nebo z vážných důvodů nechce užívat anebo takový domov užívá protiprávně. Domov v této definici lze chápat právně jako místo, kam jeho uživatel může de iure jinému člověku zakázat, nebo umožnit přístup. Domov lze také pojímat sociální teorii, jako centrum komplexního uspokojování potřeb člověka. Domov poskytuje soukromí a pocit bezpečí. Podle zákona se lidé bez domova řadí mezi osoby ohrožené sociálním vyloučením, pro něž stát zajišťuje péči.
Bezdomovce jako „osoby bez přístřeší“ vymezuje zákon o pomoci v hmotné nouzi (§ 2 odst. 6 zákona č. 111/2006 Sb.) tak, že jsou to lidé, jež „nemají naplněny důležité životní potřeby“. Zákon č. 108/2006 Sb. o sociálních službách, konkrétně § 63, operuje s pojmem osoba bez přístřeší nebo v podobě § 57 osoba v nepříznivé sociální situaci spojené se ztrátou bydlení. Termín přístřeší zde ovšem blíže neurčuje. Starost o lidi bez domova je svěřena zákonem č. 108/2006 Sb., o sociálních službách, obecním úřadům obcí s rozšířenou působností (§ 92). Uvedené ustanovení pak obci s rozšířenou působností ukládají „zajistit péči osobě, které není poskytována sociální služba, a je v takové situaci, kdy neposkytnutí okamžité pomoci by ohrozilo její život nebo zdraví, poskytnutí sociální služby nebo jiné formy pomoci, v nezbytném rozsahu“. Týž úřad má na starost koordinovat poskytování služeb lidem, „jejichž způsob života může vést ke konfliktu se společností“. Tuto agendu nejčastěji zajišťují sociální kurátoři pro dospělé.

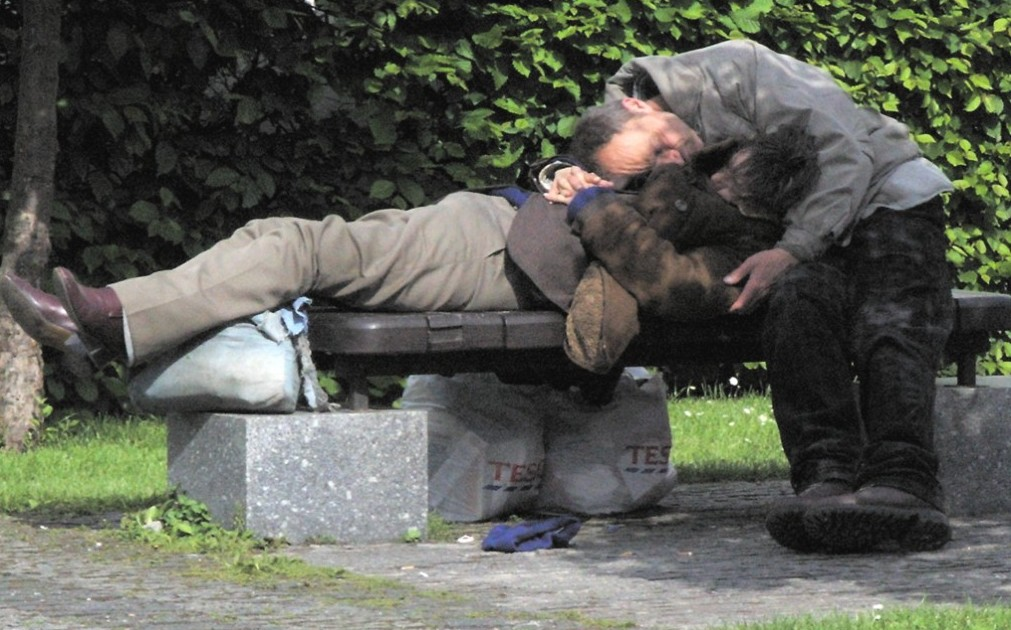
Lidé bez domova spící na lavičce v parku v Praze

Lidem bez domova mají sloužit především tzv. služby sociální prevence podle zákona 108/2006 Sb. o sociálních službách, které ovšem neobsahují sociální péči o lidi bez domova s omezenou soběstačnosti. Základními nízkoprahovými službami jsou služby terénní programy podle § 69, nízkoprahová denní centra podle § 61 nebo noclehárny podle § 63. Další službou s vyšším prahem jsou azylové domy podle § 57 nebo sociální rehabilitace podle § 70. Lidem bez domova jsou určeny i služby sociální rehabilitace, mezi nejznámější patří Nový Prostor, který svým klientům umožňuje prodejem časopisu se stejným názvem zvýšit svůj příjem a s pomocí sociálních pracovníků a pracovnic zlepšit svou situaci. Časopis akcentuje své poslání nejen jako pomoc prodejcům v nouzi, ale také jako příležitost pro vznik jedinečné komunikační platformy. V České republice stále chybí zákon o sociálním bydlení a cenově dostupné standardní bydlení. Stávající systém služeb sociální prevence není vhodně nastavený pro všechny lidi bez domova. Někteří z nich potřebují individuální a flexibilní podporu sociální pracovníků a pracovnic a dostatek klidu a soukromí. Pro tuto poměrně úzkou skupinu lidí bez domova jsou určeny programy Bydlení především (Housing First).

### Zákon o sociálním bydlení
Bezdomovectví v ČR by měl pomoci řešit zákon o sociálním bydlení. Jeho návrh, který připravila vláda Bohuslava Sobotky, se v roce 2017 poslanecké sněmovně schválit nepodařilo. Některým politikům se nelíbil velký počet lidí, kterých by se zákon týkal.